# Grube Maria
Grube Maria war eine 1848 von dem Bergmeister Eduard Honigmann, dem Friedensrichter Friedrich Boelling und dem Textilfabrikanten Leopold Schoeller gegründete Steinkohlenzeche auf dem Gebiet von Hoengen (heute Stadt Alsdorf im damaligen Landkreis Aachen). Den Namen erhielt sie nach der Ehefrau des ersten Betriebsdirektors Eduard Honigmann. Die Grube wurde 1863 in Aachen-Höngener Bergwerk-Aktiengesellschaft umfirmiert, ab 1878 von der Vereinigungsgesellschaft für Steinkohlenbau im Wurmrevier zunächst gepachtet und ab 1890 gekauft sowie ab 1907 durch Fusion vom Eschweiler Bergwerksverein (EBV) betrieben. 
1853 betrug die Belegschaft der Grube 265 Mann. Die Grubenverwaltung ließ zwanzig Arbeiterwohnungen bauen, nachdem bereits einige Geschäftsleute nahe bei der Grube ihre Häuser errichtet hatten. Nach dem Namen der Grube wurde die dazugehörige erste Ansiedlung der Bergleute Mariagrube genannt. Sie lag in einem ausgedehnten Waldstück, dem Hoengener Erbwald, der Teil des Propsteier Waldes ist. Dieser Wald ist bis auf einen kleinen Rest zwischen Eschweilerstraße und Am Südpark abgeholzt. Der Name der Ortschaft wurde, wie bei Eintragungen im Grundbuchamt zu erkennen ist, ab 1876 mehr und mehr verdrängt und schließlich gänzlich in Mariadorf umbenannt.
Nördlich des Ortes kreuzen sich die beiden Bahnstrecken Herzogenrath–Alsdorf–Stolberg und Aachen Nord–Jülich. Um Verwechslungen mit dem ersten Bahnhof des Ortes Mariadorf zu vermeiden, wurde der im Kreuzungsbereich der Strecken eingerichtete zweite Bahnhof nach der Grube Maria Bahnhof Mariagrube genannt. Die Gebäude in der Nähe dieses Bahnhofes und die Zeche Maria Hauptschacht gehörten immer zu Mariadorf, waren aber durch eine Bahnlinie vom Dorf getrennt. Von US-amerikanischen Soldaten im Zweiten Weltkrieg wurde diese Gegend deshalb als eigene Ortschaft Mariagrube wahrgenommen.
1962 wurde die Förderung auf Maria eingestellt. Auf dem Gelände der vormaligen Grube Maria II befand sich bis 1992 die Maschinenhauptwerkstatt des EBV.